# Marija Petrovic
Marija Petrović (29 de agosto de 1953) es una ajedrecista que ha representado a Yugoslavia y Serbia en campeonatos internacionales de ajedrez. 

## Biografía
Desde 1981 hasta 1992 representó a Yugoslavia en competiciones internacionales de ajedrez  hasta la desintegración de Yugoslavia y luego  a Serbia a nivel internacional desde 1992 hasta su retiro en 2016. 
En el Campeonato Mundial de Ajedrez Femenino de 1988 representó a Yugoslavia y participó en dos eventos olímpicos en 1984 y 1990.
En el Campeonato Yugoslavo de Ajedrez Marija Petrović fue dos veces campeona nacional de Yugoslavia en 1983 y 1984. Ganó su primer título nacional del Campeonato Yugoslavo de Ajedrez junto con su compatriota Suzana Maksimović.

## Premios y reconocimientos
En 1981 obtuvo el título de Maestra Internacional Femenina. 